# Myopias delta
Myopias delta é uma espécie de formiga do gênero Myopias, pertencente à subfamília Ponerinae.